# Женская голова
«Женская голова» (фр. Tête de femme) — картина Пабло Пикассо, написанная в 1939 году. Он изобразил Дору Маар — свою подругу и музу. На обороте художник написал посвящение греческому народу — за борьбу против фашизма. Стоимость полотна оценивают в 20 миллионов евро.

## Национальная галерея Афин
В 1949 году Пикассо подарил произведение Национальной художественной галерее (Афины) в знак признательности за сопротивление нацистской Германии.

## Похищение
9 января 2012 года полотно похитили из Национальной галереи за день до её закрытия на реконструкцию. Это событие прозвали «кражей века». В поиске участвовала Национальная разведывательная служба.

## Возвращение произведения
В июне 2021 года полиция сообщила, что произведение найдено. Похититель арестован. Им оказался 49-летний строитель. Мужчина рассказал, что планировал кражу 6 месяцев — следил за охраной и сотрудниками музея, чтобы выяснить, когда они отлучаются.
В день ограбления он выключил сигнализацию и забрал полотно. На всю операцию ушло 7 минут.
Похититель прятал полотно у себя дома и якобы не собирался продавать. Потом перевез похищенное в город Кератея, где их и обнаружили. Это одна версия.
Некоторые СМИ пишут, что мужчина хотел вывезти картины за границу и продать их на чёрном рынке, но у него не получилось.
Осенью 2022 года отреставрированная картина была возвращена в экспозицию Национальной художественной галереи в Афинах. Её выставили в новом крыле западноевропейского искусства.